# Таноанские языки
Таноанские языки — группа языков, на которых говорят ряд индейских племён пуэбло. Находятся в дальнем родстве с языком кайова, вместе с которым входят в кайова-таноанскую семью, которая, в свою очередь, гипотетически находится в родстве с юто-астекской семьёй и языком зуни.
Таноанские языки состоят из следующих языков:
- Тива — 2122 носителя (1937 г.),
- Тева — 1708 (1937 г.)
- Това — 648 (1937 г.)